# 司法星
司法星（15 Eunomia）是第15颗被人类发现的小行星，于1851年7月29日发现。司法星的直径为330千米，质量为3.26×1019千克，公转周期为1569.687天。
司法星以希臘神話的司法女神歐諾彌亞命名。